# Carlos Alberto Seguín
Carlos Alberto Seguín Escobedo, (Arequipa, 8 de agosto de 1908-Lima, 1995) fue un destacado psiquiatra peruano, conocido en Latinoamérica por su enorme contribución en el área de la relación médico paciente, psicoterapia y psiquiatría folklórica (expresiones psicopatológicas de origen cultural) 

## Biografía
Sus padres fueron el periodista Alberto Gonzalo Seguín y Emma Escobedo Arispe. Fue primo de Manuel Cuadros Escobedo. De niño tuvo que abandonar su tierra natal para ir a Buenos Aires, Argentina, porque su padre fue deportado por el gobierno de Augusto B. Leguía. 
Graduado de médico en Argentina, Seguín publicó, a la edad de 24 años, en la prestigiosa editorial Ateneo, su primer libro titulado Tratado de Farmacología y Terapéutica, un texto de necesaria consulta para estudiantes y especialistas. En la provincia de Formosa, ubicada al norte de la capital argentina, ejerció su profesión por más de ocho años. En 1936 se casó en Buenos Aires con Dora Bellisconi, con quien tuvo dos hijos: Alberto Gonzalo y María Cristina.
Si bien tuvo éxito como médico, Seguín sintió una atracción especial por la psiquiatría, especialidad que cultivó con profusión, la misma que reforzó con las lecturas de las obras de Sigmund Freud y las observaciones que realizaba en sus pacientes.
"Curanderismo, psicoterapia, sugestión", fue el nombre de un artículo que escribió cuando aún estudiaba medicina y que marcó el inicio de Seguín por continuar con sus investigaciones sobre psiquiatría, psicoterapia y psiquitaría folclórica. Al respecto, en una oportunidad, dijo: " la verdadera sabiduría se conserva en las viejas tradiciones de la humanidad, que debemos redescubrir, una y otra vez, en una especie de renacimiento que puede revitalizar nuestro mundo y ofrecernos nuevas perspectivas".
Fundó el primer servicio de psiquiatría en un hospital general en el Perú, en el entonces Hospital Obrero de Lima (actual Hospital Guillermo Almenara Irigoyen).
Introdujo el término de "eros terapéutico" como condicionante básico para el establecimiento y éxito del proceso psicoterapéutico y contribuyó enormemente a tomar en cuenta los aspectos humanistas en la formación médica. Otra aspecto importante de su quehacer científico es el desarrollo de la psiquiatría transcultural (folklórica) haciendo estudios sobre la importancia del respeto a las diferentes expresiones culturales de los pacientes y la influencia de la mitología andina en las concepciones y trastornos mentales de la población peruana.
Fue miembro fundador del Centro de Estudios Psicosomáticos, la Asociación Psiquiátrica Peruana, la Asociación Psiquiátrica de América Latina, la Sociedad Mundial de Psiquiatría y la Asociación Peruana de Psicoterapia.

## Obras
- Lope de Aguirre, el rebelde (1942).
- Introducción a la medicina psicosomática (1947).
- Tú y la medicina (1957).
- Existencialismo y psiquiatría (1960).
- Amor y psicoterapia (1963).
- Encrucijada (obra teatral) (1963).
- Amor, sexo y matrimonio (1979).
- Psiquiatría folclórica (1979).
- La enfermedad, el enfermo y el médico (1982).
- Diccionario dialéctico (1987).